# Melanagromyza tajicola
Melanagromyza tajicola är en tvåvingeart som beskrevs av Garg 1971. Melanagromyza tajicola ingår i släktet Melanagromyza och familjen minerarflugor. Inga underarter finns listade i Catalogue of Life.